# Museo della memoria e dei diritti umani

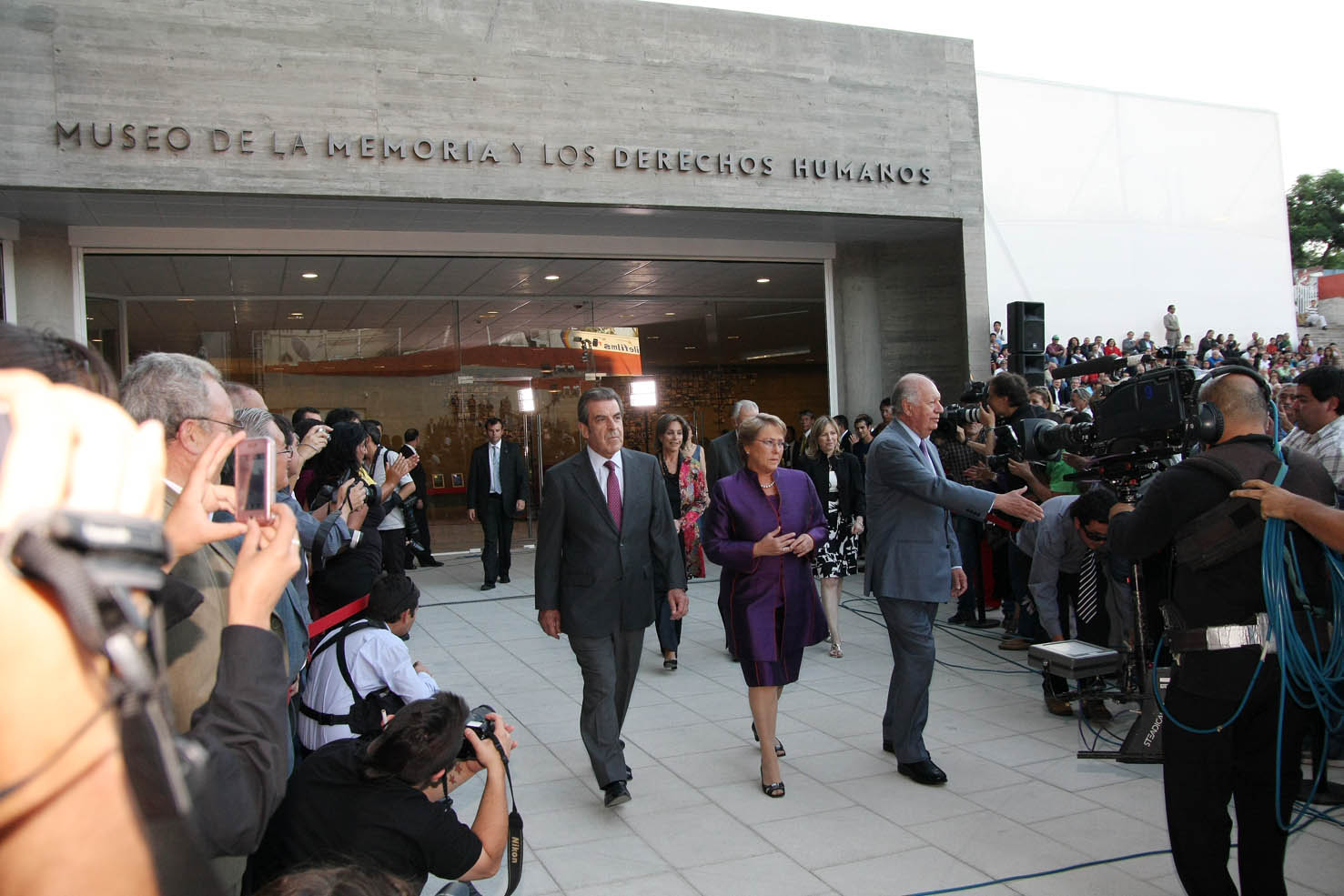
Eduardo Frei Ruiz-Tagle, Michelle Bachelet e Ricardo Lagos all'inaugurazione del Museo.

Il Museo della memoria e dei diritti umani (Museo de la Memoria y los Derechos Humanos) è un museo, con sede a Santiago del Cile, dedicato alla violazione dei diritti umani commessi dal regime di Pinochet tra il 1973 e il 1990.

## Storia
La presidente Michelle Bachelet il 21 maggio 2007, di fronte al Congresso nazionale cileno in seduta comune annunciò la costituzione di un museo della memoria e un mese più tardi fu indetto un concorso per selezionare un progetto. Il 28 agosto di quell'anno fu annunciato che il progetto vincitore era quello di  Estudio América, architetti brasiliani di San Paolo.
Si decise di collocare il museo in avenida Matucana per le sue caratteristiche culturali ma anche perché la zona era legata alle violazioni dei diritti umani della dittatura militare, con le truppe di stanza nel Parco Quinta Normal e nell'Internado Nacional Barros Arana (INBA), che avevano il controllo dei quartieri Quinta Normal e Barrancas (oggi Pudahuel, Cerro Navia e Lo Prado), i desaparecidos dell'ospedale San Juan de Dios, i centri di detenzione e tortura (INBA e la Estación Naval Metropolitana).
La prima pietra fu posata dalla presidente Bachelet – anche lei vittima delle torture del regime di Pinochet – il 10 dicembre 2008.
Il materiale e la documentazione che costituiscono il Museo sono stati consegnati in gran parte dall'ONG Casa de la Memoria, la cui donazione si è avvenuta il 16 giugno 2009 nel Palacio de La Moneda.
Il Museo dipende da una Fondazione di diritto privato composta da «rappresentanti del mondo accademico, organizzazioni per la difesa e la promozione dei diritti umani e persone che realizzano uno spazio di pluralità all'interno dell'istituzione» e soggetta alla vigilanza del Ministero delle culture, delle arti e del patrimonio.
Il 10 gennaio 2010 la presidente Bachelet, due mesi prima che terminasse il suo mandato, inaugurò il Museo della memoria e dei diritti umani, nell'ambito delle manifestazioni del Bicentenario: un evento che ha riunito circa 1 000 persone, tra cui rappresentanti di organizzazioni per i diritti umani, politici, vittime della dittatura e i loro familiari. Nel frattempo era stato nominato il Consiglio direttivo del Museo con Romy Schmidt Direttrice esecutiva.

## Scopo
Lo scopo del Museo della memoria e dei diritti umani è: 

Inoltre, il Museo completa questo scopo con il presupposto della sua esistenza, secondo il quale: 
Nel suo discorso inaugurale la presidente Bachelet ha integrato queste definizioni assicurando che «Non possiamo cambiare il nostro passato, dobbiamo solo imparare da ciò che abbiamo vissuto»:
Fortunatamente la memoria del Cile è molto più grande e ricca del ricordo della tragedia che commemoriamo in questo museo. Ma quella tragedia è anche una dimensione imprescindibile nella memoria del nostro paese.
Una dimensione che dovrebbe farci riflettere su cosa succede quando la democrazia e lo Stato di diritto vengono distrutti. Una dimensione che esorta a sentire che il presente e il futuro sono responsabilità di tutti.
Ecco perché questo è uno spazio pubblico per tutto il Cile, per conoscere, valorizzare e imparare.
Un posto per preservare la verità e la giustizia che ci è costato così tanto da raggiungere.»

## Architettura

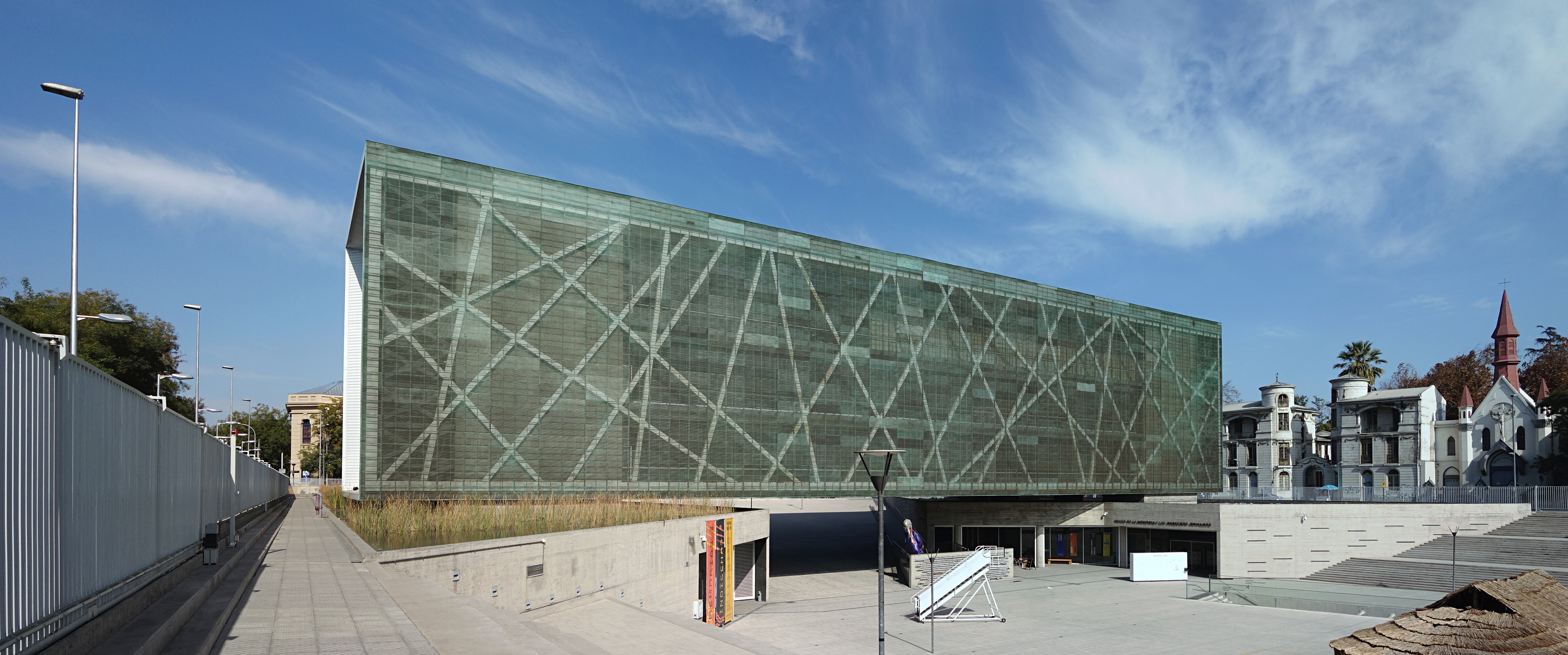
Fronte nord e spianata

L'edificio del Museo si trova in avenida Matucana, all'angolo nord-ovest con calle Catedral, nel quartiere di Yungay.
La costruzione del fabbricato è avvenuta nell'ambito di vari progetti per il recupero del quartiere, realizzati dall'inizio degli anni 2000 per farne un'attrazione turistico-culturale. Questi progetti includono la costruzione della Biblioteca di Santiago, il rinnovamento dell'accesso al Parco Quinta Normal e dei musei che vi si trovano.
All'inizio dell'anno 2000 sono iniziati i lavori per il prolungamento della Linea 5 della metropolitana di Santiago sino alla stazione Quinta Normal, inaugurata il 31 marzo 2004. Inizialmente tale stazione comprendeva un terminal intermodale che avrebbe consentito il collegamento con gli autobus e il servizio ferroviario suburbano Melitrén. Quando nel 2005 venne annunciata l'estensione della Linea 5 a ovest verso Maipú, sorsero i dubbi sull'utilità della stazione intermodale a causa della sospensione del Melitrén.
Nel maggio del 2006 la costruzione della stazione venne sospesa. Dopo alcuni mesi di incertezza circa il futuro utilizzo dei terreni, è stata prospettata la possibilità di edificarvi il Museo della memoria, che si sarebbe poi concretizzato con il bando indetto dal Ministero dei lavori pubblici l'11 giugno 2007.
Il progetto vincente è stato quello presentato dallo studio di architettura brasiliano costituito da Mario Figueroa, Lucas Fehr e Carlos Dias.
Il progetto si basava sul concetto di «quartiere aperto» che si sarebbe fuso con l'ambiente circostante all'interno della città. Gli architetti avevano pensato concettualmente al museo come a due momenti: la Barra e la Base: la Barra come spazio museale vero e proprio e la Base come spazio museale per lo svolgimento di eventi sulla spianata.
Il progetto ha considerato anche l'aiuto dell'illuminazione naturale. La luce scende dall'alto sulla Barra, penetrandola attraverso pannelli laterali in vetro e tralicci metallici in rame e carbonio. Il museo è stato concepito come un grande volume sospeso sulla piazza, un parallelepipedo che levita sopra due fontane. Per il suo accesso è stata costruita una rampa che consente l'ingresso dalla spianata o tramite scale da avenida Matucana e calle Chacabuco.
I lavori di costruzione sono avvenuti tra il 20 dicembre 2008 e il 10 dicembre 2009 dalle società Comsa de Chile e Basco, la struttura in metallo è stata realizzata da Maestranza Joma. La superficie totale è di 10900 m², compresi i nuovi parcheggi.

## Descrizione

### Plaza de la Memoria
Davanti al museo c'è una spianata di 6000 m² a cui si accede tramite una rampa da calle Catedral, circondata da scalinate. Sulla spianata vengono allestite varie mostre temporanee e si tengono eventi culturali, come i concerti. Su una delle pareti d'ingresso, che delimita la piazza, sono esposti i 30 articoli della Dichiarazione universale dei diritti umani impressi su lastre metalliche.
Uno degli ingressi alla piazza conduce direttamente alla stazione Quinta Normal della metropolitana di Santiago, dove si trova un murale di Jorge Tacla realizzato in collaborazione con altri giovani artisti, ispirato ai versi del cantautore Víctor Jara, composto durante la sua detenzione nello Stadio Cile, prima della sua esecuzione.
Nel seminterrato della spianata si trova l'opera dell'artista Alfredo Jaar intitolata La geometria della coscienza. Mostra 500 sagome in controluce, dove una gran parte di essi corrisponde a detenuti scomparsi, ma altri sono di persone viventi, creando la sensazione di immensità incommensurabile di fronte a ciò che la perdita di vite umane significa per la comunità.

### Esposizioni permanenti

#### Pianoterra

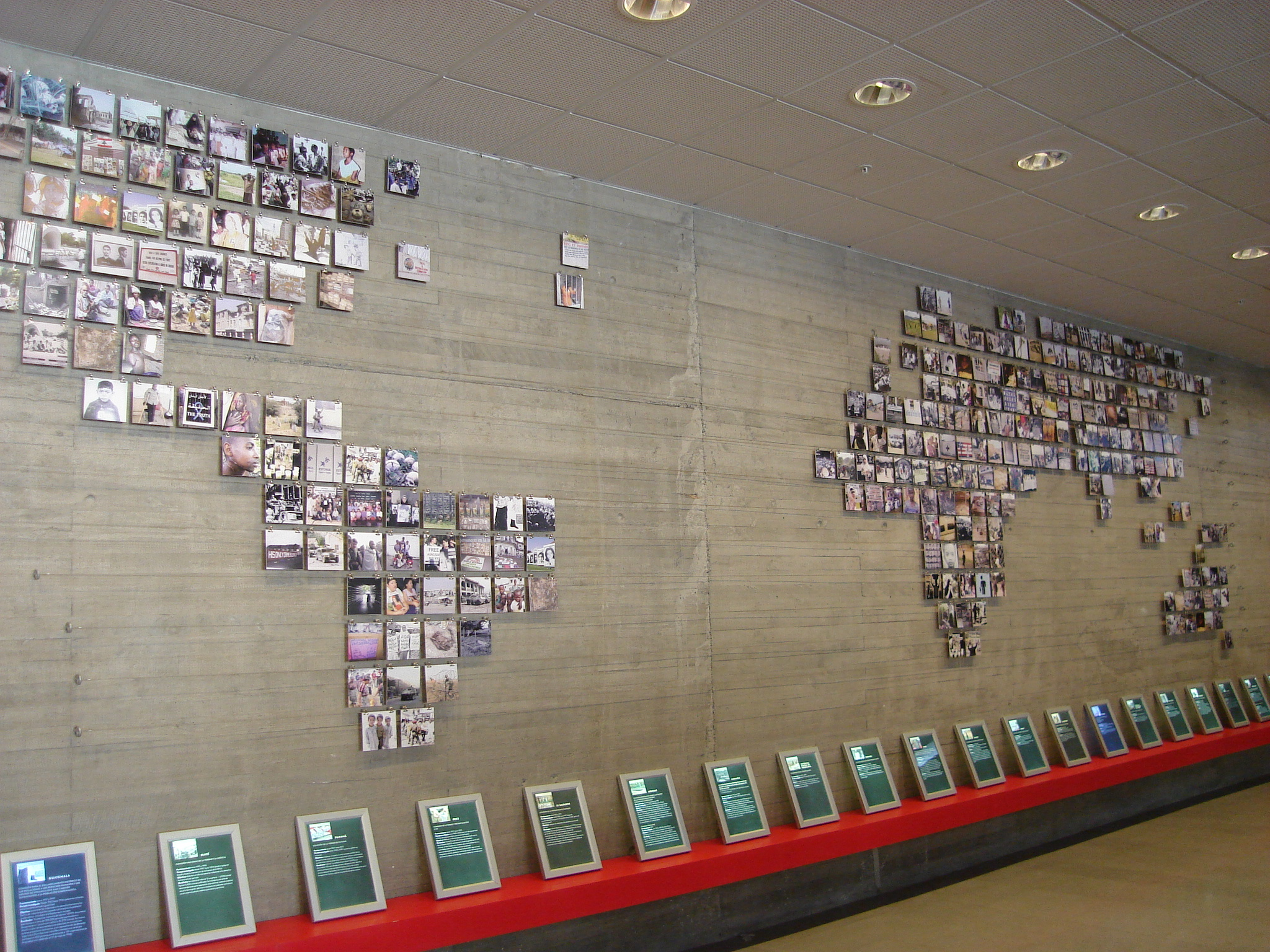
Sala Diritti umani, sfida universale

Sala 1. Diritti umani, sfida universale
Una grande mappa del mondo, costituita da fotografie, mostra come i fatti avvenuti in Cile abbiano i loro correlati in altri paesi. In tutto il pianeta, nel contesto di regimi dittatoriali, guerre civili o invasioni esterne, la violenza ha lasciato una scia di genocidi, crimini contro l'umanità, guerre, torture, esecuzioni arbitrarie e sparizioni forzate. Le vittime e le loro famiglie hanno il diritto di sapere che cosa è successo e che sia riconosciuta pubblicamente la loro sofferenza. Gli Stati democratici, per questo, hanno creato commissioni per la verità, riparazione e riconciliazione.
Sotto la mappa sono disposte delle tabelle che identificano le commissioni che sono state costituite, e che sono state la base per risolvere i conflitti interni sui diritti umani e per attuare politiche di riparazione.
Su alcune lastre di pietra che simulano una mappa del Cile sono esposte fotografie relative agli oltre 190 memoriali voluti da privati e istituzioni, a volte con il sostegno dello Stato cileno. Si tratta di targhe commemorative, sculture, nomi di strade, sale pubbliche, distribuite in tutto il paese.
C'è anche una croce di ferro trasferita dal Patio 29 del Cimitero generale di Santiago, dove erano sotterrati i resti delle vittime della dittatura militare, e una vetrina con i rapporti della Commissione nazionale per la verità e la riconciliazione del 1991 e la Commissione nazionale sulla prigionia e la tortura del 2003-2005, noti rispettivamente come Rapporto Rettig e Rapporto Valech.

#### Primo piano

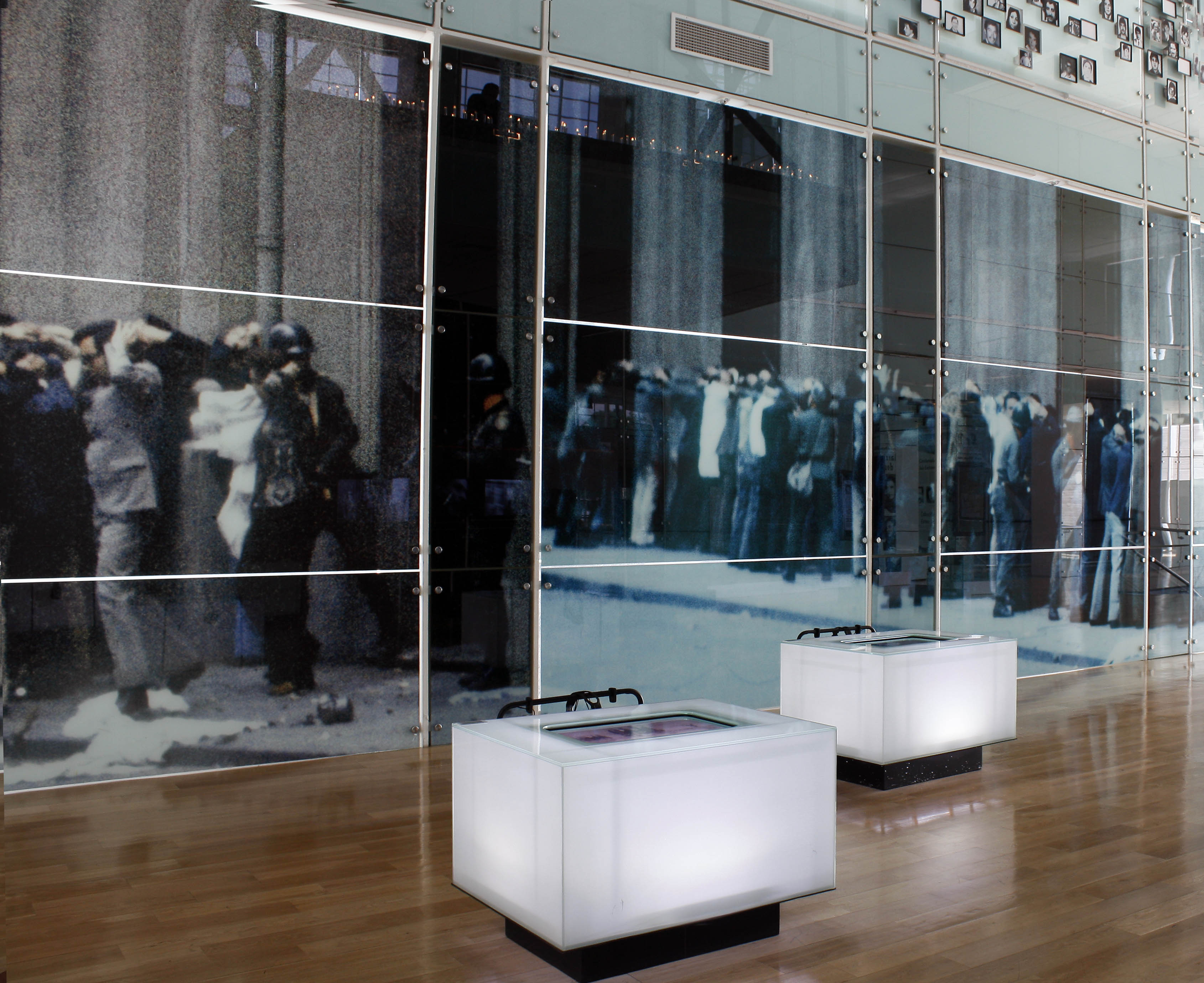
Sala 11 settembre

Sala 2. 11 settembre e microcinema
Questa sala documenta gli effetti del colpo di Stato dell'11 settembre 1973 e le prime ore della dittatura militare. Dispone di diversi schermi con registrazioni sonore e visive del colpo di Stato, tra cui una grande proiezione del video del bombardamento del Palacio de La Moneda, sede del governo cileno, e un altro dello stato di distruzione di alcuni luoghi, le prime azioni di repressione e gli originali degli editti militari.
Il microcinema dispone di audioguide con le quali i visitatori possono seguire registrazioni che ritraggono diversi momenti e punti di vista degli avvenimenti conseguenti al colpo di Stato militare, come testimonianze, arresti, parole di Salvador Allende e le prime trasmissioni sui canali nazionali della Giunta militare cilena, tra gli altri.
Si può anche vedere il settore dei chioschi digitali, con i titoli dalla stampa nazionale e internazionale sullo stato del Paese prima e dopo il colpo di Stato. Sulla parete laterale ci sono grandi immagini del fotografo Chas Gerretsen che mostrano le file di persone catturate dai militari con i primi arresti, molte delle quali vennero poi passate per le armi.
Sala 3. Fine dello Stato di diritto. Una nuova istituzionalità
In questa sala sono esposte le fotografie della giunta militare cilena che ha assunto il comando dopo il colpo di Stato e una serie di documenti originali che la stessa ha rilasciato nelle prime settimane. Un video interattivo consente di guardare le registrazioni televisive nazionali e internazionali del colpo di Stato e degli arresti effettuati nei primi giorni. La foto di un grande giornale documenta l'editto che stabilisce il coprifuoco, durato (con qualche eccezione) dal 1973 al 1987.
Altre azioni sono documentate fotograficamente, come l'uso dello Stadio nazionale come luogo di detenzione e tortura, le incursioni nelle città, i richiedenti asilo nelle ambasciate e che poi andarono in esilio. È esposta una copia del certificato di morte di Miguel Enríquez. Sono anche esposti ritagli di stampa dell'epoca favorevole al regime, che dettagliano il presunto "Piano Zeta" e copie della Gazzetta ufficiale che attestano la costituzione della Dirección de inteligencia nacional (DINA).

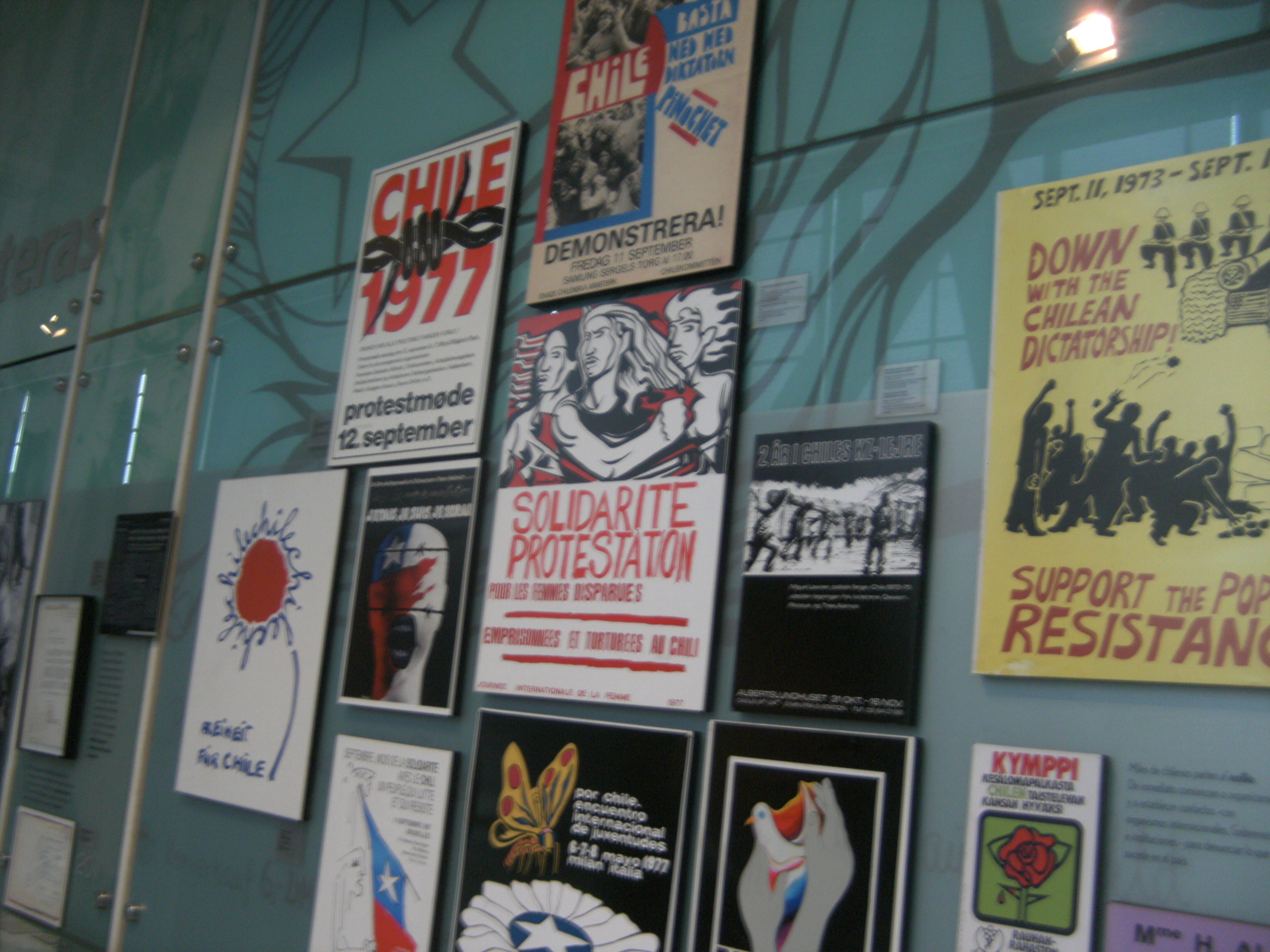
Manifesti di solidarietà internazionale con la lotta contro Pinochet.

Sala 4. Condanna internazionale. La dittatura oltrepassa le frontiere
In questa sala sono esposti manifesti in diverse lingue che mostrano la solidarietà internazionale per il Cile, soprattutto in Europa. Tra gli oggetti esposti spicca il "Museo della solidarietà" che, nonostante fosse un'iniziativa del 1972, nel 1975 è stato ribattezzato "Museo internazionale della resistenza Salvador Allende". Tra gli artisti che hanno collaborato c'erano Joan Miró, Pablo Picasso, Oswaldo Guayasamín, Frank Stella, Roberto Matta, Alexander Calder, Antoni Tàpies.
Ritagli di stampa e registrazioni radiofoniche dimostrano gli attacchi commessi dal regime in terra straniera, come gli omicidi di Orlando Letelier a Washington e Carlos Prats a Buenos Aires, oltre all'attacco a Bernardo Leighton a Roma nell'ambito di quella che divenne nota come Operazione Condor. Viene anche ricostruita l'Operazione Colombo, dove appare come la stampa cilena avesse accettato acriticamente la versione delle agenzie di sicurezza per giustificare la morte di 119 oppositori cileni.
La necessità per il regime di giustificarsi legalmente, di fronte alle critiche e alle condanne di organizzazioni internazionali come le Nazioni Unite, l'Organizzazione degli Stati americani e la Croce Rossa, portò all'organizzazione nel 1978 di un plebiscito nel quale la scelta sulla scheda era tra il «Sì», rappresentato dalla bandiera cilena, e il «No», rappresentato da una bandiera nera.
In una sezione sono esposti i passaporti contrassegnati dalla lettera «L» che impediva il ritorno degli esuli e dei dirigenti di Unità Popolare che, per decreto, erano stati privati della cittadinanza cilena.
Sala 5. Repressione e tortura

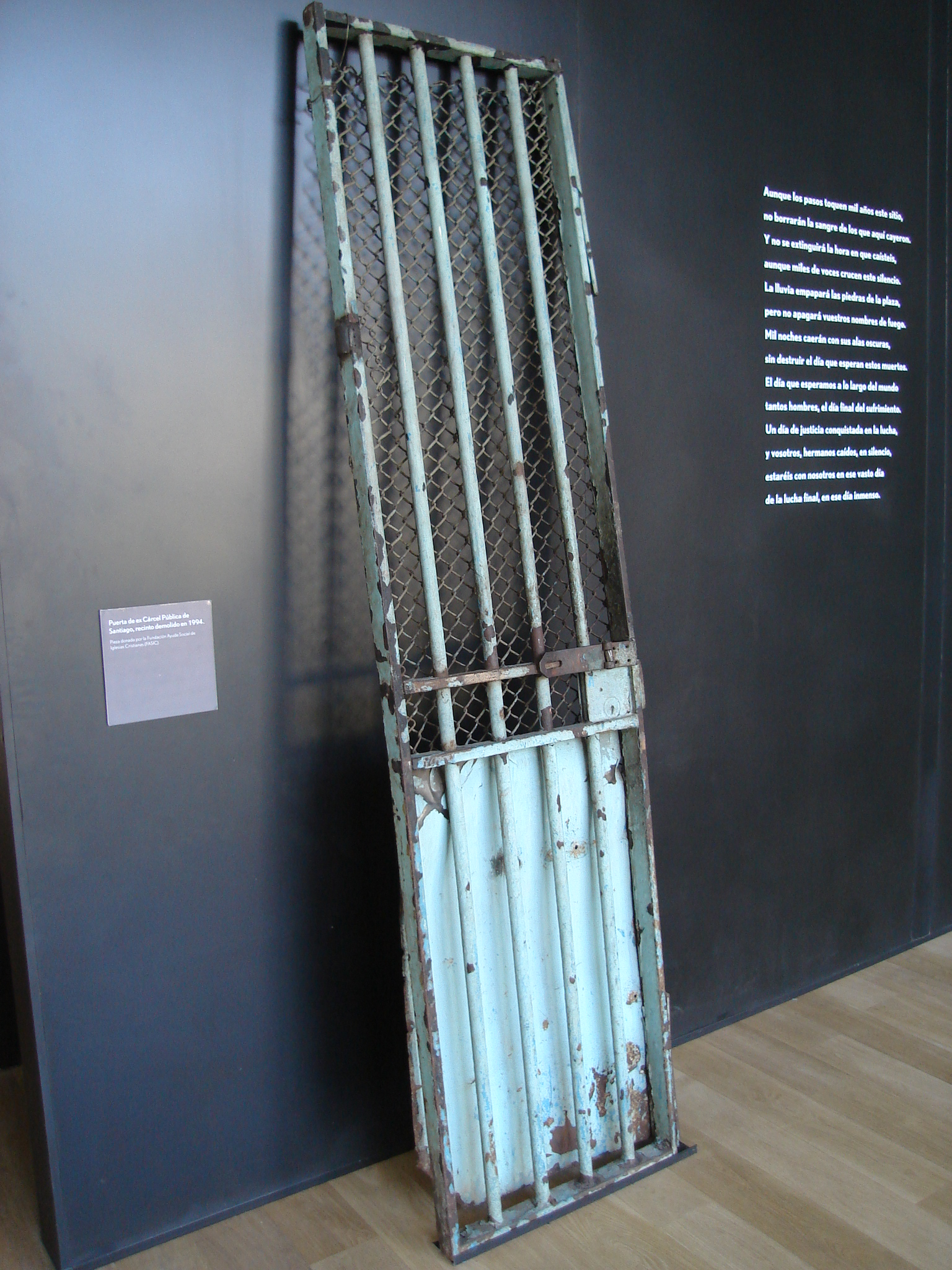
Cancello dell'ex Carcere di Santiago.

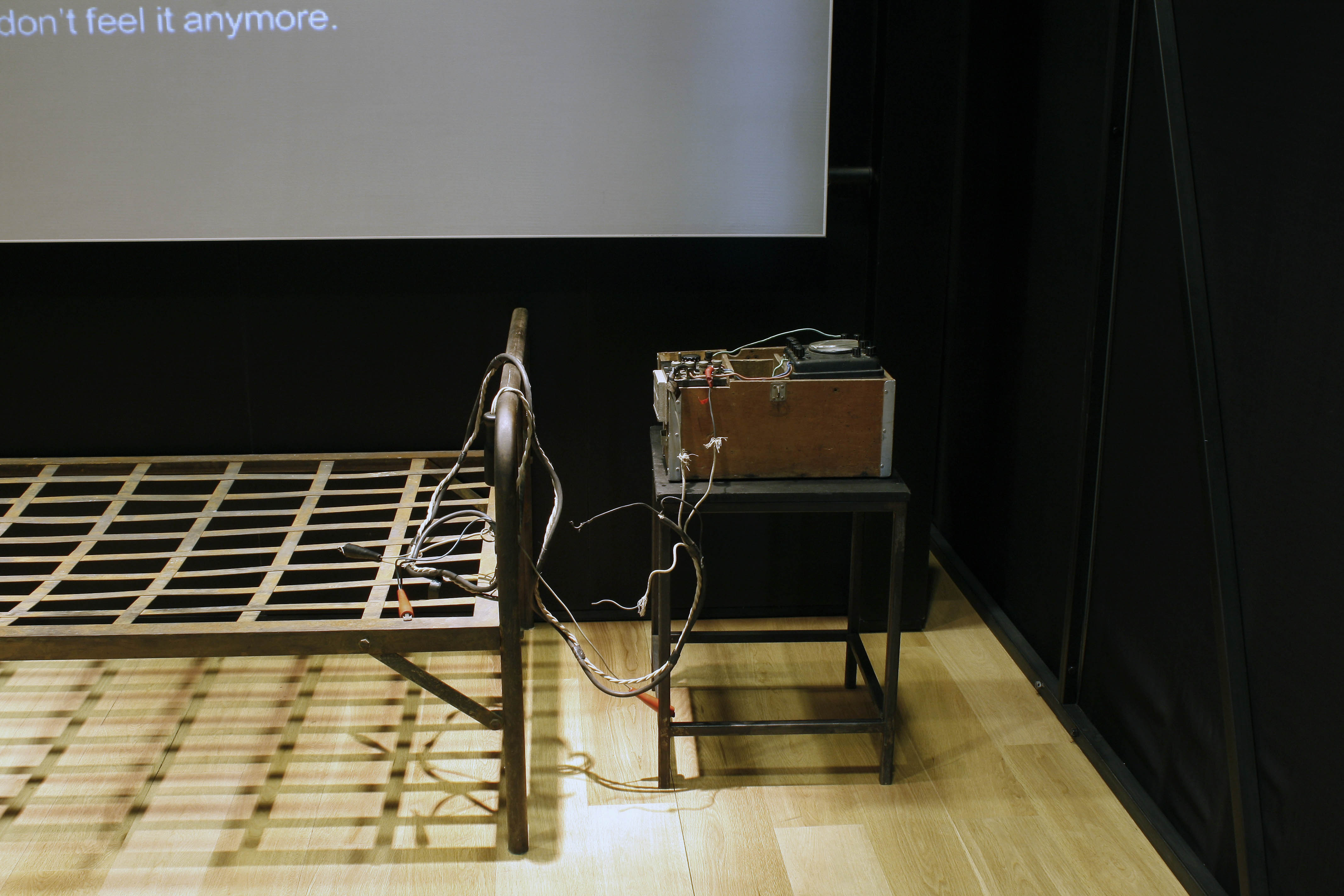
La "griglia" usata per le torture.

In un grande cubicolo nero, diviso in piccole sezioni, viene mostrata la tortura subita dai detenuti della dittatura militare. Prima di entrare, c'è un cancello dell'ex carcere di Santiago, accanto, sulla parete, la poesia Sempre, dal Canto General di Pablo Neruda.
Entrando nel cubicolo c'è una mappa illuminata del Cile con evidenziati i luoghi in cui esistevano i centri di tortura e davanti ad essa un muro con diversi documenti, tra cui lettere, certificati di morte e di esecuzione che cercano di mostrare il dramma degli arresti politici e degli assassinati.
Avanzando nel cubicolo si entra nella sezione dei metodi di tortura. Sulle pareti un video con le testimonianze delle vittime di tortura relative alla loro esperienza, che descrive i metodi utilizzati per intimidire e torturare. C'è anche una copia del libro Così si tortura in Cile, preparato dalla "Commissione nazionale contro la tortura", ed è stata ricostruita una stanza delle torture con una "griglia", una branda di metallo sulla quale veniva adagiata la vittima sottoponendola a dolorose scosse elettriche.
La sezione seguente contiene il libro Così abbiamo vissuto... detenuti-scomparsi, pubblicato dal Vicariato di solidarietà (1983), e la documentazione su sei casi relativi a violazioni dei diritti umani:
- la Carovana della morte,
- donne detenute,
- stampa connivente,
- esecuzioni di contadini,
- sopravvissuti alle fucilazioni,
- militari costituzionalisti.

La sezione attigua, intitolata Conclusioni, rende conto di alcuni casi di esecuzioni politiche, come quella di Marta Ugarte e il caso Pisagua. Sulle sue pareti ci sono diari, rapporti, sentenze, lettere di detenuti dai reggimenti e dai campi militari, che raccontano di deceduti e dei loro arresti. Di fronte alla parete c'è uno schermo interattivo con digitalizzazione di giornali e video con i diversi luoghi nei quali sono stati trovate fosse comuni e resti umani.
Uscendo dal cubicolo, si passa per un corridoio con vetrine che mostrano i manufatti realizzati dai detenuti durante la prigionia.
Sala 6. Il dolore dei bambini
Usciti dal cubicolo si arriva al settore dedicato ai bambini che hanno subito le conseguenze della dittatura. Alle pareti fotografie, lettere di bambini, diari e un video che ritrae ciò che hanno vissuto in quegli anni. Sulla parete di fronte, il murale Il dolore dei bambini: l'arte dei bambini in stato di emergenza e accanto la Carta dei diritti dell'infanzia.

#### Secondo piano
Sala 7. Domanda di verità e giustizia
Una sezione, composta da manifesti, ricorda che, di fronte agli abusi commessi, la Chiesa cattolica, le Chiese evangeliche, la Chiesa ortodossa, la comunità israelitica cilena e il Consiglio Mondiale delle Chiese organizzarono il "Comitato per la pace" per fornire supporto legale e sociale alle vittime e alle loro famiglie. Documenti e titoli dei giornali attestano la chiusura del Comitato nel 1975 e la successiva creazione da parte del cardinale Raúl Silva Henríquez del Vicariato di solidarietà. Gli archivi del Vicariato sono stati dichiarati parte della Memoria del mondo nel 2003. Altre organizzazioni per la promozione dei diritti umani sono state: Servicio Paz y Justicia (SERPAJ), Fundación de Ayuda Social de las Iglesias Cristianas (FASIC), Corporación de Promoción y Defensa de los Derechos del Pueblo (CODEPU) e Fundación de Protección a la Infancia Dañada por los Estados de Emergencia (PIDEE).
Una sezione, composta da fotografie, mostra l'attività dell'Agrupación de Familiares de Detenidos Desaparecidos, che si realizza nelle varie azioni che chiedono verità e giustizia, ma anche la componente artistica, come la famosa danza della "cueca sola", divenuta una manifestazione di protesta. Un'altra organizzazione rappresentata è il Movimento contro la tortura Sebastián Acevedo, che, praticando la nonviolenza attiva, ha denunciato i luoghi in cui veniva praticata la tortura.
Un meccanismo legale per cercare di proteggere la vita di un detenuto consisteva nel presentare un "ricorso di tutela" (recurso de amparo) davanti ai tribunali in modo che i giudici chiedessero che i detenuti fossero portati davanti a loro per essere processati.
Nel periodo 1973-89, il Comitato per la pace e il Vicariato di solidarietà hanno depositato quasi 9 000 ricorsi in difesa di oltre  23 000 persone, quasi tutti respinti dalla magistratura cilena.
Nelle vetrine si può vedere uno dei ricorsi accolti, che salvò la vita a Carlos Contreras, che, grazie a un incidente stradale quando fu arrestato nel 1977, come risultava dal verbale di polizia e il tribunale ha accettato il ricorso.
Sala 8. Assenza e memoria

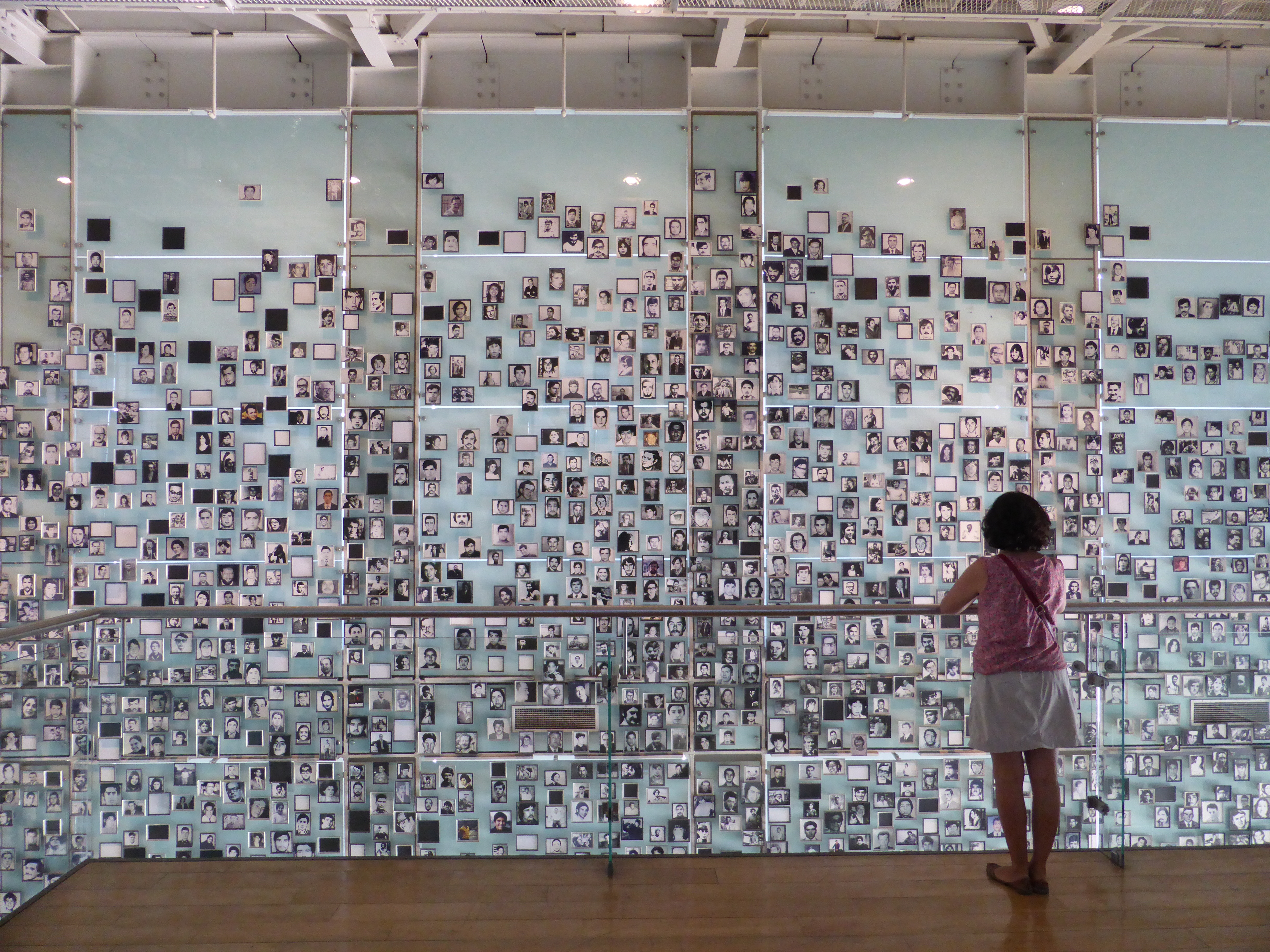
I ritratti delle vittime della dittatura.

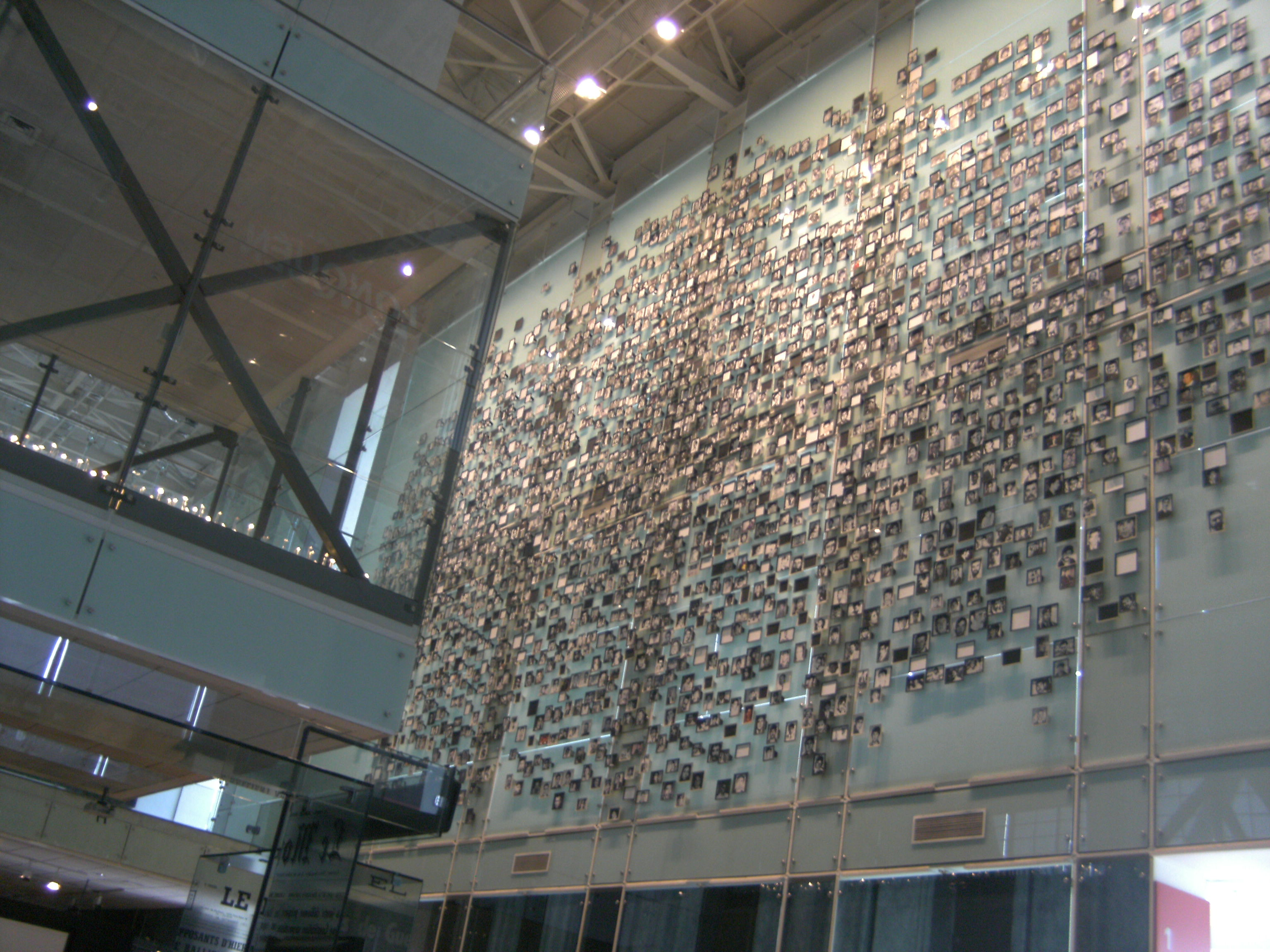
Sala della "veglia".

Questa sezione è il cuore del museo: una sala nata sull'idea di una "veglia", che permette di vedere sulla parete di fronte foto e dipinti delle vittime della dittatura. Le candele richiamano le "fiaccolate" che venivano fatte per le strade durante i giorni delle proteste, e anche quelle che venivano poste intorno ai centri di detenzione e tortura quali azioni di ricordo. Uno schermo touch screen consente di cercare la scheda di ognuna delle vittime presenti sulla parete.
Sala 9. Lotta per la libertà
La lotta per raggiungere la democrazia da parte del popolo cileno si riflette in diversi documenti raccolti in questo museo. Tra questi ci sono gli appelli per il Caupolicanazo, un incontro al Teatro Caupolicán di Santiago, protagonista l'ex presidente Eduardo Frei Montalva il 27 agosto 1980 contro il plebiscito costituzionale, che è stato il primo atto politico autorizzato dopo il colpo di Stato. C'è anche la lotta sindacale contro il regime, guidata dal Coordinamento sindacale nazionale, che ha portato all'incarcerazione dei suoi dirigenti Manuel Bustos e Alamiro Guzmán e all'assassinio del leader dell'Agrupación Nacional de Empleados Fiscales (ANEF), Tucapel Jiménez.
Una sezione evidenzia anche la lotta degli studenti delle università e delle scuole superiori, mostrando fotografie e ritagli di stampa delle marce studentesche per rimuovere i rettori nominati dalla dittatura. Ben documentato è il "Caso Federici", portato avanti dagli studenti dell'Università del Cile. Si ricorda anche il "Caso Quemados", con la foto dei giovani Rodrigo Rojas De Negri e Carmen Gloria Quintana, cosparsi di benzina, bruciati e abbandonati su una strada di campagna da una pattuglia militare.
Vengono esposti volantini e fotografie delle "Giornate nazionali di protesta" e delle prime alleanze politiche contro la dittatura militare, come l'"Assemblea della civiltà" che ha riunito sindacati, federazioni studentesche, ordini professionali e partiti politici. Poi ci sono le registrazioni dei partiti politici che organizzano l'"Alleanza Democratica" e il "Movimento Democratico Popolare".
Un ciclostile elettrico in esposizione mostra la prima apparizione di volantini, opuscoli e bollettini clandestini che la maggior parte delle volte erano realizzati da persone anonime. Vengono mostrate copie di El Rodriguista, Correo de la Resistencia del MIR, La Bicicleta, ecc. La stampa alternativa è rappresentata con le copie di Solidaridad, Hoy, Cauce, Analysis e Apsi, dove si riflette la censura attuata nei loro confronti.
Attraverso audio e ritagli di stampa siamo informati sul "Caso Degollados", dove José Manuel Parada Maluenda, Santiago Nattino e Manuel Guerrero furono decapitati dai componenti del DICOMCAR dei Carabineros de Chile. Vengono anche mostrate le prove dell'assassinio del sacerdote francese André Jarlan.
La resistenza alla dittatura ha portato alcune organizzazioni di estrema sinistra a compiere azioni armate e attentati contro personalità del regime.
Nel museo sono esposti vari ritagli di stampa sugli attacchi che i gruppi di resistenti hanno compiuto contro i militari, come gli assassini del tenente colonnello Roger Vergara e del generale Carol Urzúa, e l'attentato contro il generale Pinochet nel 1986. Per rappresaglia, un commando del Central Nacional de Informaciones (CNI) assassinò quella stessa notte militanti del MIR e del Partito comunista, tra cui il giornalista José Carrasco Tapia. Un altro aspetto documentato è l'importazione di armi da parte del Fronte Patriottico Manuel Rodríguez (FPMR) nella cittadina di Carrizal Bajo.
Verso la fine del percorso vengono mostrate le azioni degli ultimi anni della dittatura, come l'"Operazione Albania", la visita di Papa Giovanni Paolo II nel 1987 e il rapimento del colonnello Carlos Carreño.
Sala 10. Ritorno alla speranza
Nell'ultima sala del museo, c'è una grande varietà di manifesti di organizzazioni cilene e straniere per promuovere film, eventi, opere teatrali, concerti e altro con i quali invitano ad attività di resistenza. Tra quelli che appaiono in mostra, spiccano vari peña folclórica, il Festival Cile Crea e il Festival Víctor Jara. Il contributo degli artisti è stato importante nella lotta contro il regime e nella sala sono esposti i ritagli di stampa che attestano gli attacchi che hanno ricevuto.
Sala 11. Mai più
Una gigantesca fotografia mostra il presidente Patricio Aylwin nello Stadio nazionale del Cile quando assunse la carica il 12 marzo 1990. Un video consente di osservare quella giornata che segnò la fine della dittatura.

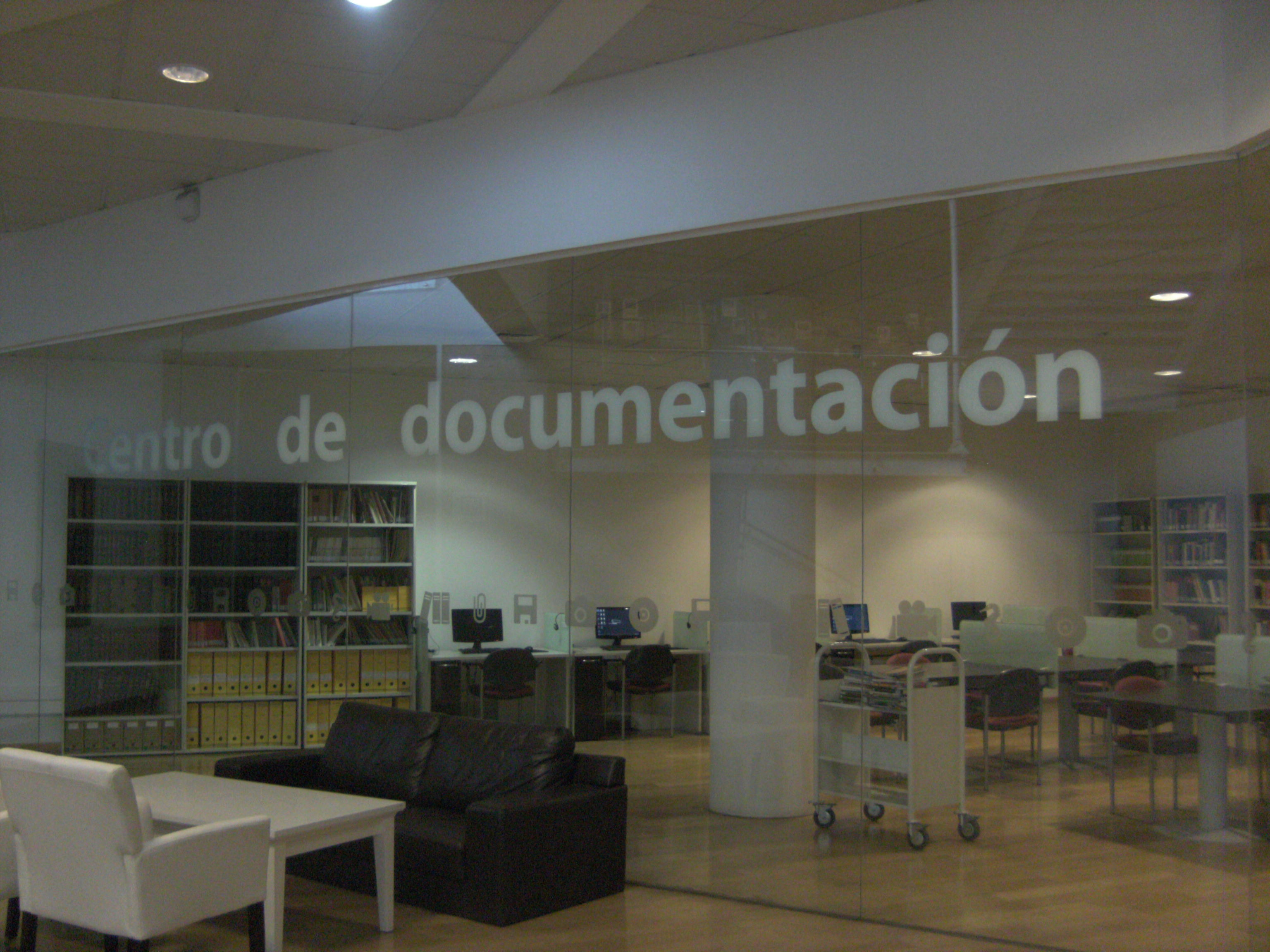
Centro di documentazione

#### Altri spazi
Il terzo livello del museo è destinato alle mostre temporanee e dispone anche di una caffetteria.
Accanto alla spianata si trova l'auditorium del museo.
Nei sotterranei del museo si trova il Centro di documentazione, che conserva libri, testimonianze orali e scritte, atti giuridici, lettere, racconti, produzione letteraria, materiale della stampa scritta, audiovisiva e radiofonica, lungometraggi, materiale storico e fotografico, il tutto gratuitamente a disposizione di visitatori, storici e ricercatori.

La sala di consultazione ha una superficie di 153 m² e dispone di computer per consultare i cataloghi e le collezioni digitali.